# Congés de traite
Les congés de traite sont un système créé en Nouvelle-France pour contrôler et restreindre l'activité des coureurs de bois spécialisés dans la traite des fourrures, car ils étaient accusés de fuir la colonie pour s'unir à des indiennes, sans verser de taxes sur le produit de la traite des fourrures. 
Jusqu'en 1710, un homme sur sept seulement peut espérer trouver une femme, alors que dans l'intérieur du pays, les jeunes Français s'unissent rapidement à des femmes autochtones, capables de faciliter leur adaptation à la vie dans les bois.
En 1681, puis à partir de 1716 et jusqu’à la fin du régime français, ce système fut instauré dans le but de réduire le nombre de coureurs des bois engagés dans la traite, mais aussi pour en tenir un registre officiel. En 1681, chaque coureur de bois installé dans le « bas-pays », c'est-à-dire dans la vallée du Saint-Laurent, n'avait plus droit qu'à 25 voyages en canots par an à l'intérieur du "Haut-pays", dans la forêt sauvage. 
Signé et contre-signé par l'intendant de la colonie, avec le nom de chaque bénéficiaire, chaque permis donne le droit à trois hommes de partir avec un canot vers l'ouest, ce qui laissera en principe la colonie à court de 75 hommes seulement par année. La date du retour et le parcours sont mentionnés dans le document ainsi que la quantité d'eau de vie emportée.
Le système vise à réduire de 200 le nombre de personnes qui se livrent à la traite des fourrures au départ de la colonie, tandis que le nombre de ceux qui n'y remettent plus jamais les pieds est impossible à calculer.
En 1696, face aux difficultés à résorber les stocks et aux nouvelles critiques de la Cour à Paris, le nombre de voyages fut encore restreint et réservé aux amérindiens. 
Ces congés de traite sont ensuite vendus par le gouvernement colonial et achetés en bloc par les marchands, commerçants et membres de la classe dirigeante ayant des intérêts dans la traite des pelleteries, qui les redistribuaient parmi leurs « collaborateurs », parfois sans les tenir au registre.